# Eichenberg (Sachsen-Anhalt)
Koordinaten: 51° 43′ 21″ N, 10° 51′ 45″ O
Der Eichenberg ist ein Naturschutzgebiet in der Stadt Oberharz am Brocken im Landkreis Harz in Sachsen-Anhalt.
Das Naturschutzgebiet mit dem Kennzeichen NSG 0194 ist rund 52 Hektar groß. Es ist Bestandteil des FFH-Gebietes „Bodetal und Laubwälder des Harzrandes bei Thale“ und des EU-Vogelschutzgebietes „Nordöstlicher Unterharz“. Das Naturschutzgebiet ist vollständig vom Landschaftsschutzgebiet „Harz und Vorländer“ umgeben. Es steht seit 2000 unter Schutz (Datum der Verordnung: 18. April 2000). Zuständige untere Naturschutzbehörde ist der Landkreis Harz.
Das Naturschutzgebiet liegt nördlich von Hasselfelde im Naturpark Harz/Sachsen-Anhalt. Es stellt den Eichenberg mit einem Teil seiner Hangbereiche unter Schutz. Im Naturschutzgebiet stocken naturnahe, artenreiche Buchenwälder sowie Hangwälder. Weiterhin sind Felsenstandorte zu finden. Auf dem Plateau des Eichenbergs dominiert Zahnwurz-Buchenwald mit teilweise alten Rotbuchen und einem hohen Anteil der Gemeinen Esche. Die Krautschicht wird von Waldmeister, Vielblütiger Weißwurz, Waldflattergras, Einblütigem und Buntem Perlgras, Waldreitgras, Waldrispengras, Waldsegge, Waldgerste, Ausdauerndem Bingelkraut und Frühlingsplatterbse gebildet. Daran schließen sich Waldgersten-Buchenwälder mit Traubeneichen an. Die Krautschicht wird hier in erster Linie von Vielblütigem Weißwurz, Fuchsschem Kreuzkraut, Zwiebeltragendem Zahnwurz, Sanikel und Echter Sternmiere gebildet.
Am zur Rappbodetalsperre abfallenden Nordhang des Eichenbergs stockt auf der ein Hangschulter Buchen-Eschenwald mit Türkenbundlilie und verschiedenen Farnen, der in einen buchenreichen Eschen-Ahornwald mit Schluchtwaldcharakter übergeht. Hier wachsen u. a. Grünstieliger Streifenfarn, Gewöhnlicher Tüpfelfarn, Braunstieliger Streifenfarn, und Zerbrechlicher Blasenfarn.
Im Naturschutzgebiet leben bedeutende Vorkommen der Haselmaus.
Das Naturschutzgebiet grenzt an überwiegend von Fichten dominierte Forste. Im Norden grenzt das Schutzgebiet an das felsige Ufer der Rappbodetalsperre.